# Grand River (Iowa)
Pour les articles homonymes, voir Grand River (homonymie).
Grand River est une ville du comté de Decatur, en Iowa, aux États-Unis. Elle est incorporée le 21 décembre 1899. 

## Source de la traduction
- (en) Cet article est partiellement ou en totalité issu de l’article de Wikipédia en anglais intitulé « Grand River, Iowa » (voir la liste des auteurs).